# L'Assossiada

L'Assossiada, respecte del terme d'Abella de la Conca

L'Assossiada és un indret del terme municipal d'Abella de la Conca, a la comarca del Pallars Jussà.
És al nord-est de la vila d'Abella de la Conca, a la part occidental de la vall alta del barranc de la Vall. És al vessant de migdia del Pas de la Ce, a la Serra de Carreu, a llevant de l'Estimat de Martí i a ponent del Comellar Gran. És al capdamunt i al nord del lloc de Vilarenc.

## Etimologia
“Assossiada” és la forma popular, general a la major part del Pallars, d'“ensulsiada”, és a dir, “ensorrada”. És un topònim romànic modern descriptiu, ja que es refereix a les esllavissades produïdes pels barrancs de muntanya en els seus primers metres de recorregut, en el fort pendís del vessant meridional de la Serra de Carreu. Així ho estableix Joan Coromines a l'article dedicat a Sossís on, de passada, parla dels altres derivats del verb solsir-se (ensorrar-se).